# 多鳞短额鲆
多鳞短额鲆（学名：Engyprosopon multisquama）为輻鰭魚綱鰈形目鰈亞目鲆科短额鲆属的鱼类。分布于广东到台湾北部沿岸浅海区等，多见于暖水性浅海，體長可達10.6公分，棲息在底層水域，生活習性不明。该物种的模式产地在高短。